# Vitthal Udyognagar
Vitthal Udyognagar (censita come Vitthal Udyognagar INA) è una città dell'India di 4.103 abitanti, situata nel distretto di Anand, nello stato federato del Gujarat. In base al numero di abitanti la città rientra nella classe VI (meno di 5.000 persone).

## Geografia fisica
La città è situata a 22° 32' 50 N e 72° 54' 51 E.

## Società

### Evoluzione demografica
Al censimento del 2001 la popolazione di Vitthal Udyognagar assommava a 4.103 persone, delle quali 2.188 maschi e 1.915 femmine. I bambini di età inferiore o uguale ai sei anni assommavano a 571, dei quali 300 maschi e 271 femmine. Infine, coloro che erano in grado di saper almeno leggere e scrivere erano 2.857, dei quali 1.703 maschi e 1.154 femmine.